# Cottageville (South Carolina)
Cottageville ist eine Gemeinde (Town) im Colleton County in South Carolina. Nach dem Zensus 2020 lebten in der Gemeinde 701 Menschen.

## Geografie
Cottageville liegt im Osten des Countys an der Landstraße zwischen Walterboro und Summerville (U.S. Highway 17 Alt). Etwa acht Kilometer westlich des Edisto gelegen, entwässert das Gemeindegebiet jedoch über Nebengewässer in den Ashepoo River.

## Geschichte
Zu Beginn der kolonialen Besiedlung wurde die gesamte Gegend, in der heute auch Cottageville liegt, Round O genannt. Anfang des 19. Jahrhunderts zogen viele Menschen in das Gebiet, um hier Baumwolle anzubauen. 1879 wurden dort dann zwei Postämter errichtet, die zu Zentren der heutigen Siedlungen Round O und Cottageville wurden. Der Name soll angeblich an die vielen oder aber ein besonderes Cottage in der Siedlung erinnern. Die Gemeinde Cottageville gründete sich angeblich schon um 1928, wurde aber schnell wieder aufgelöst. Seit 1936/37 besteht die heutige Gemeinde, als Gemeindegebiet wurde damals die Fläche in einem Radius von einer Meile rund um das methodistische Kirchengebäude festgelegt.

## Politik
Die Gemeinde ist nach dem Mayor-Council-System organisiert. Der Gemeinderat besteht aus vier Mitgliedern, Bürgermeister ist Tim Grimsley (Stand 2022).
Eine wichtige Einnahmequelle der Gemeinde sind angeblich Geldbußen für zu schnelles Fahren. 2011 wurde ein ehemaliger Bürgermeister von einem lokalen Polizeibeamten erschossen. Dieser war erst drei Jahre vorher dort eingestellt worden, nachdem er mehrmals in anderen Polizeidienststellen wegen Fehlverhaltens entlassen worden war, und hatte bis dahin für die  Gemeinde über 600.000 US-Dollar an Bußgeldern eingetrieben. Immer wieder steht auch die Auflösung der Gemeinde im Raum, 2010 trat der Bürgermeister zurück, nachdem er sich mit dem Gemeinderat überworfen hatte.

## Infrastruktur
In Cottageville gibt es eine Grundschule und eine Zweigstelle der County-Bücherei.